# Dysalotosaurus

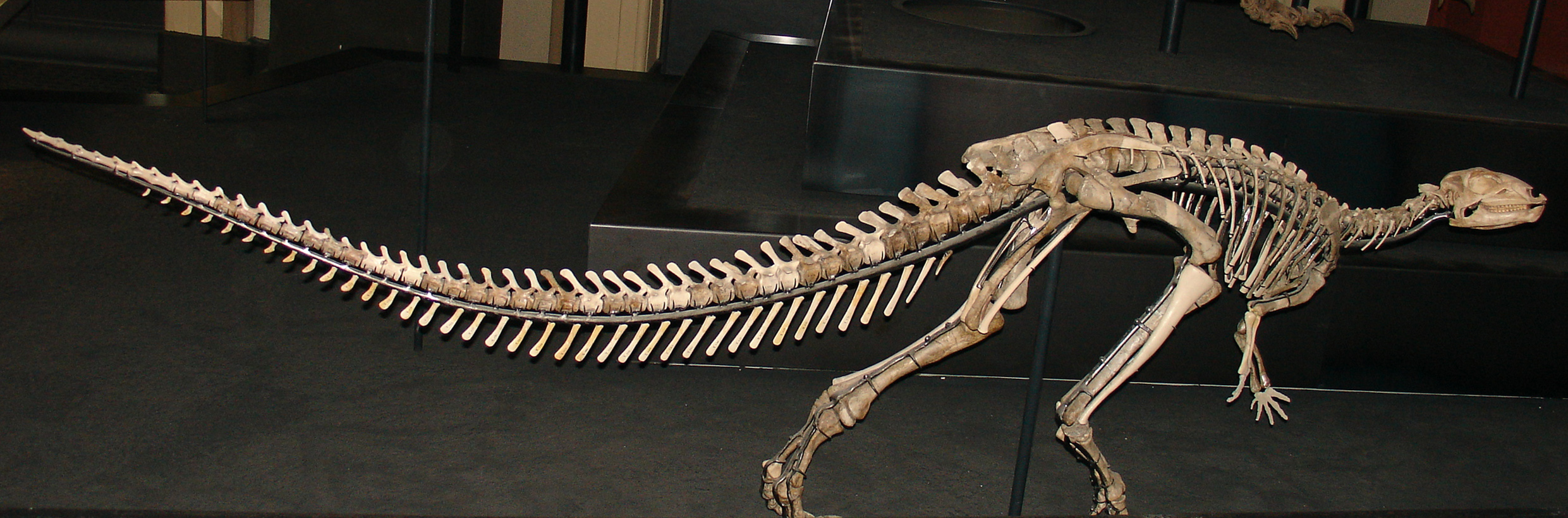
Seitenansicht des Skeletts

Dysalotosaurus ist eine Gattung ornithopoder Dinosaurier aus der Gruppe der Dryosauridae. Es handelte sich um einen mittelgroßen, zweibeinig laufenden Pflanzen- oder Allesfresser, der während des Oberjura (spätes Kimmeridgium bis frühes Tithonium) in Afrika lebte. 
Zahlreiche, teils gut erhaltene Überreste dieser Gattung stammen aus der berühmten Fundstelle Tendaguru in Tansania und machen Dysalotosaurus zu einem der am besten bekannten jurassischen Ornithopoden, obwohl zahlreiche Fossilien im Zweiten Weltkrieg verloren gingen. Lange Zeit wurde Dysalotosaurus als Synonym von Dryosaurus betrachtet – jüngere Studien betrachten Dysalotosaurus jedoch als gültige, eigenständige Gattung. Einzige Art ist Dysalotosaurus lettowvorbecki (eine veraltete Schreibweise ist lettow-vorbecki).

## Namensgebung
Dysalotosaurus wurde 1919 von dem deutschen Wissenschaftler Hans Virchow mit der bis heute einzigen Art Dysalotosaurus lettowvorbecki wissenschaftlich beschrieben. Der Name bedeutet so viel wie „schwierig zu fangende Echse“ (gr. δυσάλωτος dysálōto|s [< δυσ- „miß-, übel-“ und ἁλωτός hallōtós, Verbaladjektiv von ἁλίσκωμαι „werde gefangen“] „schwierig zu fangen“ und σαύρα saúr|ā „Echse“; -us ist das lateinische Endungsmorphem), und soll wahrscheinlich auf den leichten Körperbau des Tieres anspielen. Der zweite Teil des Artnamens, lettowvorbecki, ehrt Paul von Lettow-Vorbeck, einen deutschen Offizier, der während des Ersten Weltkriegs in Deutsch-Ostafrika kommandierte, nachdem er sich unter anderem am Genozid an den Herero und Nama in Deutsch-Südwestafrika beteiligt hatte.

## Funde und Forschungsgeschichte
Die Fossilien wurden von Expeditionen entdeckt und ausgegraben, die das Berliner Museum für Naturkunde Anfang des 20. Jahrhunderts im ehemaligen Deutsch-Ostafrika im Umkreis eines Tendaguru genannten Hügels durchführte. Diese Expeditionen brachten zahlreiche Dinosaurierfunde zutage, darunter mehrere Sauropoden, wie beispielsweise Giraffatitan und Dicraeosaurus, den Stegosaurier Kentrosaurus oder den Theropoden Elaphrosaurus. Obwohl Dinosaurierfunde aus mehreren Dutzend verschiedener Steinbrüche im Umkreis des Tendaguru-Hügels stammen, wurden sämtliche Dysalotosaurus-Fossilien in nur einem einzigen Steinbruch entdeckt. Aus diesem Steinbruch konnten in den Jahren 1910 bis 1913 unter der Grabungsleitung von H. Reck über 14.000 Funde geborgen werden, die zwar größtenteils Einzelknochen darstellen, aber auch einige zusammenhängende Skelette mit einschließen. Dieser Steinbruch, der etwa 2,5 Kilometer nordwestlich des Tendaguru-Hügels nahe der Siedlung Kindope gelegen ist, gehört zu den mittleren Saurierschichten der Tendaguru-Formation.
Zahlreiche Dysalotosaurus-Fossilien sind durch Bombenangriffe auf Deutschland im Zweiten Weltkrieg verloren gegangen. So sind die meisten der am besten erhaltenen Skelette heute nur mehr durch Zeichnungen und Skizzen bekannt.

## Merkmale und Ontogenese
Die bekannten Fossilien des Dysalotosaurus stammen von Tieren verschiedener Altersstufen, wobei das kleinste Exemplar 0,7 Meter und das größte Exemplar 5 Meter Körperlänge erreichte. Eine entwicklungsbiologische Studie von Tom Hübner und Oliver Rauhut (2010) hat die Veränderung von Merkmalen während des Wachstums rekonstruiert: So zeigen Jungtiere im Vergleich zu erwachsenen Tieren beispielsweise kürzere Schnauzen und größere Augenhöhlen (Orbita). Die Bezahnung zeigt weitere altersbedingte Veränderungen: So besaßen Jungtiere lediglich je 10 Zähne pro Kieferhälfte im Unter- und Oberkiefer, während es bei erwachsenen Tieren 13 Zähne waren. Die Zähne wurden zudem im Laufe der Entwicklung des Individuums immer breiter. Die vordersten drei Zähne jeder Kieferhälfte waren bei Jungtieren deutlich schlanker als die übrigen Zähne – eine solche Heterodontie ist von erwachsenen Exemplaren nicht bekannt. Diese Veränderungen könnten darauf hinweisen, dass es sich bei Jungtieren um Allesfresser handelte, und die Tiere erst im Erwachsenenstadium zu reinen Pflanzenfressern wurden.

## Ältester Nachweis einer Virusinfektion
Florian Witzmann und Oliver Hampe vom Berliner Museum für Naturkunde untersuchten im Jahr 2011 eine pathologische Verdickung an einem Wirbel von Dysalotosaurus und kamen zu dem Ergebnis, dass es sich dabei um das Paget-Syndrom (Osteodystrophia deformans) handelt, eine Krankheit, die wahrscheinlich von einer Virusinfektion herrührt. Damit wäre dies einer der ältesten Nachweise einer Virusinfektion überhaupt.

## Systematik
Dysalotosaurus wird zu den Dryosauridae gezählt, einer basalen (ursprünglichen) Gruppe innerhalb der Iguanodontia. Barrett (2011) fasst Dysalotosaurus mit den Gattungen Valdosaurus und Elrhazosaurus zu einer Klade innerhalb der Dryosauridae zusammen, basierend auf Gemeinsamkeiten der oberen Mittelfußknochen.
Aktuelles Kladogramm-Beispiel (vereinfacht nach Barrett, 2011):
|  | Dysalotosaurus                                                |
|  |                                                               |
|  | \| \| Valdosaurus \| \| \| \| \| \| Elrhazosaurus \| \| \| \| |
|  |                                                               |
|  | Valdosaurus                                                   |
|  |                                                               |
|  | Elrhazosaurus                                                 |
|  |                                                               |

|  | Valdosaurus   |
|  |               |
|  | Elrhazosaurus |
|  |               |

|  | Dysalotosaurus                                                |
|  |                                                               |
|  | \| \| Valdosaurus \| \| \| \| \| \| Elrhazosaurus \| \| \| \| |
|  |                                                               |
|  | Valdosaurus                                                   |
|  |                                                               |
|  | Elrhazosaurus                                                 |
|  |                                                               |

|  | Valdosaurus   |
|  |               |
|  | Elrhazosaurus |
|  |               |